# Andrés de la Garma
Andrés de la Garma (* 11. März 1988) ist ein mexikanischer Eishockeytorwart, der seit 2013 erneut bei San Jeronimo unter Vertrag steht.

## Karriere
Andrés de la Garma begann seine Karriere als Eishockeyspieler bei San Jeronimo. Als 2010 die semi-professionelle Liga Mexicana Élite gegründet wurde, wechselte er zu den Zapotec Totems, einem der vier Gründungsclubs der Liga. Mit der Mannschaft aus Mexiko-Stadt belegte er in der Premierenspielzeit der Liga jedoch nur den letzten Platz. 2013 kehrte er zu San Jeronimo zurück.

### International
Für Mexiko nahm de la Garma an den U18-Weltmeisterschaften der Division III 2003 und 2004 und der Division II 2005 und 2006 sowie den U20-Weltmeisterschaften der Division III 2004 und 2005 und der Division II 2006, 2007 und 2008 teil.
Im Erwachsenenbereich debütierte de la Garma für Mexiko bei der Weltmeisterschaft der Division III 2005, als den Mittelamerikanern beim Heimturnier in Mexiko-Stadt der Aufstieg in die Division II gelang. Dort stand er dann bei den Weltmeisterschaften 2006, 2007, 2008, 2009, 2010, als er zum besten Torhüter des Turniers gewählt wurde, 2011, 2012, als er nach dem Belgier Björn Steijlen und dem Bulgaren Nikola Nikolow die drittbeste Fangquote des Turniers erzielte, 2013, 2014, 2015, 2016 und 2018 im Kasten.
Zudem stand er bei den pan-amerikanischen Eishockeyturnieren 2014 und 2015, bei denen er mit seinem Team jeweils den zweiten Rang (2014 hinter Kanada, 2015 hinter Kolumbien) belegte, auf dem Eis. Außerdem vertrat er seine Farben bei den Qualifikationsturnieren für die Olympischen Winterspiele 2010 in Vancouver, 2014 in Sotschi und 2018 in Pyeongchang, als er aber nicht zum Einsatz kam.

### Trainer- und Funktionärskarriere
Neben der aktiven Spielerkarriere war er bei der U18-Weltmeisterschaft 2011 der Division III General-Manager der mexikanischen Juniorenauswahl. Bei den Frauen-Weltmeisterschaften 2015, 2016, 2017 und 2018 war er Assistenzcoach der Mexikanerinnen in der Division II. Daneben betreute er auch mexikanische Nachwuchs-Nationalmannschaften.

## Erfolge und Auszeichnungen
- 2004 Aufstieg in die Division II bei der U18-Weltmeisterschaft der Division III
- 2005 Aufstieg in die Division II bei der U20-Weltmeisterschaft der Division III
- 2005 Aufstieg in die Division II bei der Weltmeisterschaft der Division III
- 2010 Bester Torhüter der Weltmeisterschaft der Division II, Gruppe A